# Brad Miller (baseballista)
Bradley Austin Miller (ur. 18 października 1989) – amerykański baseballista występujący na pozycji łącznika.

## Kariera zawodnicza
W czerwcu 2008 został wybrany w 39. rundzie draftu przez Texas Rangers, jednak nie podpisał kontraktu z organizacją tego klubu, gdyż zdecydował się podjąć studia na Clemson University, gdzie w latach 2009–2011 grał w drużynie uniwersyteckiej Clemson Tigers. W 2011 otrzymał nagrodę Brooks Wallace Award, dla najlepszego łącznika w NCAA.
W czerwcu 2011 został wybrany w drugiej rundzie draftu przez Seattle Mariners i początkowo występował w klubach farmerskich tego zespołu, między innymi w Tacoma Rainiers, reprezentującym poziom Triple-A. W Major League Baseball zadebiutował 28 czerwca 2013 w meczu międzyligowym przeciwko Chicago Cubs na Safeco Field, w którym zaliczył RBI i skradł bazę. 19 lipca 2013 w spotkaniu z Houston Astros zdobył dwa pierwsze home runy, zaś 28 września 2013 w meczu z Oakland Athletics pierwszego grand slama w MLB.
W listopadzie 2015 w ramach wymiany zawodników przeszedł do Tampa Bay Rays.